# اسپرینگ کریک (اکلاهما)
اسپرینگ کریک (به انگلیسی: Spring Creek) یک منطقهٔ مسکونی در ایالات متحده آمریکا است که در شهرستان کدو، اکلاهما واقع شده‌است.